# SportPesa Cup
SportPesa Cup foi uma partida amistosa de futebol disputada no dia 1º de agosto de 2018, na cidade de Turim, no Estádio Olímpico Grande Torino, entre as equipes do Torino e da Chapecoense. O amistoso foi planejado pelo clube italiano, pois as duas agremiações possuem uma ligação com capítulos dolorosos do esporte mundial. Em maio de 1949, o Torino perdeu toda sua equipe tetracampeã italiana - e base da seleção nacional - em um acidente conhecido como a Tragédia de Superga. E a a Chapecoense perdeu quase todo o elenco e diretoria em novembro de 2016, num acidente aéreo na Colômbia.
Curiosamente, esta partida foi agendada para um dia em que a Chapecoense tinha um compromisso oficial: iria disputar a partida de ida das 4as de final da Copa do Brasil contra o Corinthians. Por conta disso, a Chapecoense enviou uma equipe alternativa para disputar este amistoso, formada por atletas sem condição de atuar pelo Verdão no torneio nacional, por terem jogado por outros times, mais os que não têm jogado as últimas partidas e também por jovens formados pelo clube. De qualquer forma, esta partida foi importante para dar ritmo de jogo aos jogadores que não estavam tendo oportunidades de jogar. Já ao Torino, este amistoso serviu como parte da pré-temporada que visava a disputa do Campeonato Italiano de 2018.
Antes da bola rolar, foi exibido no telão do estádio um vídeo com imagens do elenco de 2016 da Chapecoense, vitimado pelo trágico acidente aéreo na Colômbia. A emoção tomou conta do estádio e Jakson Follmann, um dos sobreviventes, se emocionou. Ele, inclusive, deu o pontapé inicial da partida.
Ao final de 90 minutos, o Torino venceu a Chapecoense por 2 a 0, e ficou com o simbólico título deste torneio amistoso.
Além de ter tido todas as despesas pagas, a Chapecoense também embolsou cerca de R$ 1,3 milhão de cota. Parte da renda da partida, que teve pouco mais de 13 mil pagantes, também foi revertida para a equipe catarinense.

## Ficha Técnica da Partida
| 01 de Agosto, de 2018 | Torino                       | 2 – 0     | Chapecoense | Estádio Olímpico Grande Torino, Turim Público: 13.000 |
|                       | Meïté 49' · De Silvestri 83' | Relatório |             |                                                       |

| Torino | Chapecoense |

|                 |   |                  |  |  |
|                 |   |                  |  |  |
| G               | 1 | Salvatore Sirigu |  |  |
| Z               |   | Bremer           |  |  |
| Z               |   | Nicolas N’Koulou |  |  |
| Z               |   | Emiliano Moretti |  |  |
| M               |   | Cristian Ansaldi |  |  |
| M               |   | Tomás Rincón     |  |  |
| M               |   | Soualiho Meïté   |  |  |
| M               |   | Daniele Baselli  |  |  |
| A               |   | Álex Berenguer   |  |  |
| A               |   | Iago Falque      |  |  |
| A               |   | Andrea Belotti   |  |  |
| Substituições:  |   |                  |  |  |
|                 |   | Ichazo           |  |  |
|                 |   | Bianchi          |  |  |
|                 |   | Fiordaliso       |  |  |
|                 |   | De Silvestri     |  |  |
|                 |   | Joel Obi         |  |  |
|                 |   | Mirko Valdifiori |  |  |
|                 |   | Afriyie Acquah   |  |  |
|                 |   | Adem Ljajić      |  |  |
|                 |   | Simone Edera     |  |  |
| Treinador:      |   |                  |  |  |
| Walter Mazzarri |   |                  |  |  |

|                |  |                 |  |  |
|                |  |                 |  |  |
| G              |  | Tiepo           |  |  |
| LD             |  | Marcos Vinícius |  |  |
| Z              |  | Luiz Otávio     |  |  |
| Z              |  | Rafael Pereira  |  |  |
| LE             |  | Alan Ruschel    |  |  |
| V              |  | Barreto         |  |  |
| V              |  | Jean Roberto    |  |  |
| M              |  | Tharlis         |  |  |
| M              |  | Nenén           |  |  |
| A              |  | Júnior Santos   |  |  |
| A              |  | Leandro Pereira |  |  |
| Substituições: |  |                 |  |  |
|                |  | Igor            |  |  |
|                |  | Vinícius        |  |  |
|                |  | Luiz Pedro      |  |  |
|                |  | Régis           |  |  |
|                |  | Kendy           |  |  |
|                |  | Perotti         |  |  |
|                |  | Bruno           |  |  |
| Treinador:     |  |                 |  |  |
| Emerson Cris   |  |                 |  |  |